# Отношения между Русия и Хърватия
Руско-хърватските отношения са двустранните отношения между европейските държави Русия и Хърватия.
Политическите отношения между двете странни са хладни с отделни периоди на активизиране, като този между Югославските и Руско-украинската война.
Двете страни поддържат пълни дипломатически отношения. Русия има посолство в Заглеб, а Хърватия – посолство в Москва. Към април 2023 година посланик на Русия в Загреб е Андрей Нестеренко, а посланик на Хърватия в Москва е Томислав Цар.

## Политически отношения
След началото на Руско-украинската война през 2014 година отношенията между Русия и Хърватия се охлаждат. Хърватия се включва в санкциите срещу Русия, като търговският обмен между двете страни намалява наполовина. През 2016 година след шумен скандал, свързан с дарение на 350 хиляди евро от руски източник, председателят на управляващата в Хърватия Хърватска демократична общност Томислав Карамарко е принуден да се оттегли от поста си. Случаят, заедно с поддържаният от Русия референдум в Република Сръбска в Босна и Херцеговина, става причина хърватската президентка Колинда Грабар-Китанович да обвини Русия, че води хибридна война в бивша Югославия.

## История
Отношенията между Русия и Хърватия започват да се развиват по-активно след края на Хърватската война за независимост през 1995 година. През 1998 година при посещение на хърватския президент Франьо Туджман в Русия е сключено двустранно споразумение за сътрудничество. Следващият президент Стипе Месич (2000-2010) е особено активен в търсенето на възможности за сътрудничество. Още при първото си посещение в Москва през 2002 година той лобира за включване на Русия в приватизацията на хърватската промишленост, а през 2007 година руският президент Владимир Путин използва участието си на енергиен форум в Загреб, за да обяви газовия проект „Южен поток“, в който Хърватия се включва през 2010 година. Месич работи и за свързването на нефтопроводите „Дружба“ и „Адрия“, но и този проект остава нереализиран, както „Южен поток“.